# Gottlob Moriz Christian von Wacks

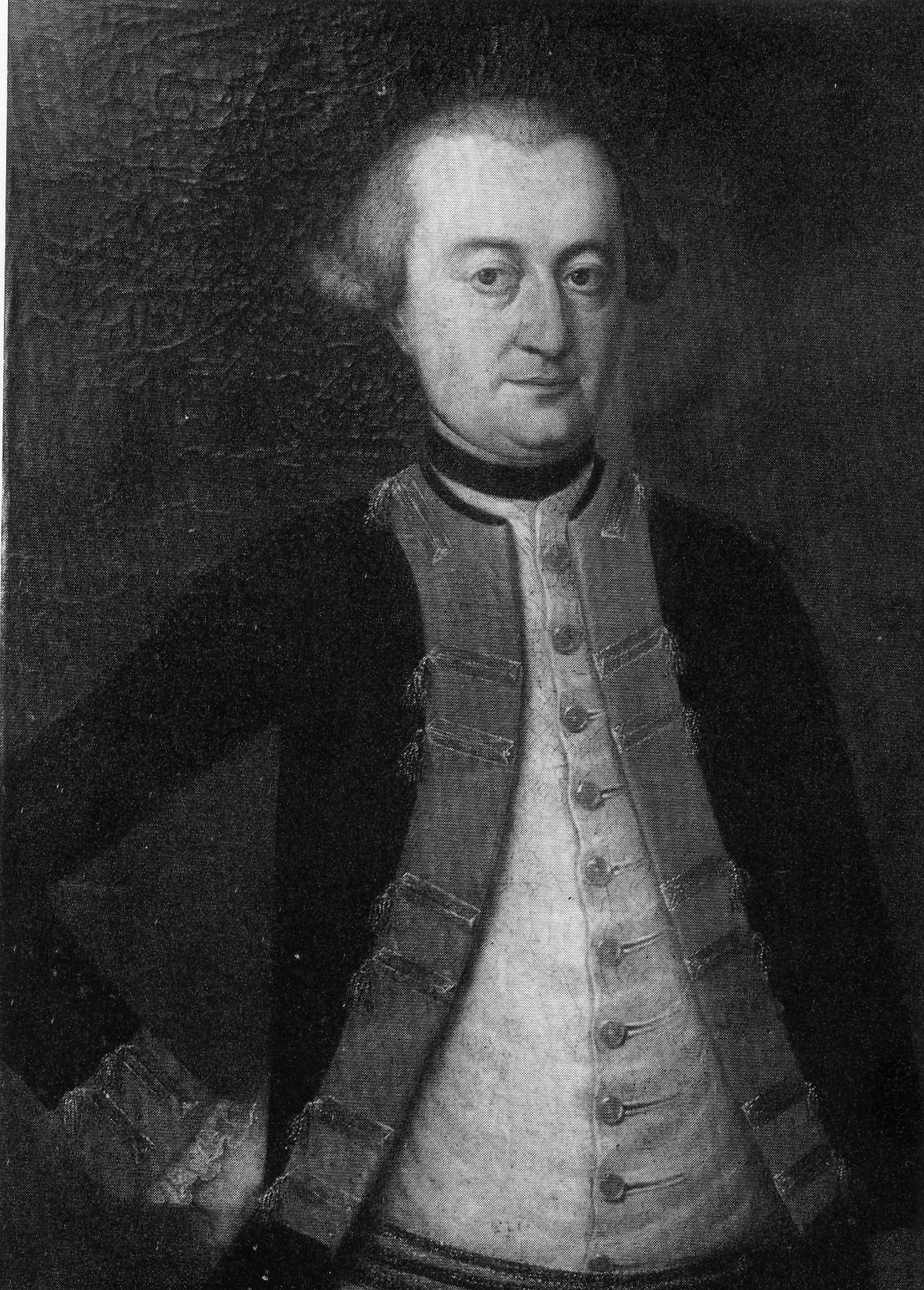
Von Wacks, um 1780

Gottlob Moriz Christian von Wacks (* 30. Oktober 1720 in Heilbronn; † 15. April 1807 in Heinsheim) war von 1770 bis 1803 Bürgermeister von Heilbronn.

## Leben
Er war der Sohn des Heilbronner Bürgermeisters Adam Christian Wacks (1675–1732) aus dessen zweiter Ehe mit Sibilla Martha Feyerabend. Gottlob besuchte das Heilbronner Gymnasium und immatrikulierte sich am 7. November 1736 an der Universität Straßburg für Philosophie und Rechtswissenschaft. Nach dem Studium ließ er sich als Rechtskonsulent in Heilbronn nieder und wurde dort ab 31. Dezember 1746 als achter bzw. letzter Senator Mitglied des kleinen, inneren Rats („von den burgern“), 1750 rückte er an die sechste und bis 1756 sukzessive auf die erste Senatorenstelle. Bereits zu jener Zeit galt er als reichster Nichtkaufmann der Stadt, 1752 versteuerte er 48.475 Gulden.
Am 14. April 1757 wurde er in den Adelsstand erhoben, im selben Jahr wurde er Steuerverwalter. 1758 wurde er dritter Steuerherr, 1759 zweiter Steuerherr. Vom 22. April 1766 bis 10. Januar 1769 war er Stadtschultheiß. Außerdem war er herzoglich württembergischer Regierungsrat. Nach dem Tod von Bürgermeister Georg Heinrich Orth 1769 wurde er dritter Bürgermeister von Heilbronn. Noch im selben Jahr rückte er nach dem Tod von Franz Leonhard Roth auf die zweite Bürgermeisterstelle nach. Nachdem Bürgermeister Georg Philipp Mylius zu Beginn des Jahres 1781 in den Ruhestand trat, wurde von Wacks schließlich erster Bürgermeister. Wacks hatte zahlreiche weitere Ämter inne: Er war Vogt zu Böckingen, Visitator der Apotheker, Jägermeister, Pfleger des Klaraklosters und des Karmeliterklosters, Scholarch, Bibliothekar, Zensor der Buchdruckerei, Oberschützenmeister und Handwerksherr der Barbiere. Seine über 30 Jahre währende Amtszeit als Bürgermeister war geprägt von einer Konsolidierung der Stadtfinanzen, die seiner umsichtigen Verwaltung zugeschrieben wird.
Das Haus von Wacks, das ehemalige Beginenhaus bei St. Wolfgang, war Mittelpunkt des geistigen wie musischen gesellschaftlichen Lebens in der Stadt. Hier verkehrte u. a. Otto Heinrich von Gemmingen-Hornberg. Von Wacks wird gesagt, dass er ein Pandämonium sei, in dem sich ausländische und einheimische Geister wie auf den Zauberschlag seines Gebieters zu versammeln pflegten. Auch Schubart rühmt in seiner Biografie die Humanität von Wacks.
Nach dem Übergang der Reichsstadt Heilbronn an Württemberg 1803 trat Wacks nicht mehr in den württembergischen Staatsdienst über, sondern nahm seinen Ruhestand. Er verzog nach Heinsheim, wo er 1807 verstarb.

## Ehefrauen

### Dorothea Erna Sophie von Lüttich
Wacks war in erster Ehe ab 1758 mit Dorothea Erna Sophie von Lüttich († 1760), Tochter des britischen und hannoveranischen Generalmajors Johann Christian von Lüttich, verheiratet. Die Ehe blieb kinderlos.

### Charlotte Sophie von Pflugk
In zweiter Ehe war er ab 1762 mit Charlotte Sophie von Pflugk (1743–1805), Tochter eines württembergischen Regierungsrats, verheiratet. Sie war eine „Frau aus dem Stadtadel“ Sie zählte zu dem Teil des Bürgertums, das „sich kulturell interessiert und informiert [gab]; man war auf der Höhe der Zeit, was Musik, Literatur, Architektur und Kunst betraf“. Schubart beschreibt die Adlige, als er im Sommer 1777 im Hause des Ehepaars Wacks war, als „eine feine Kennerin der Welt, von schöner Geistesbildung, sang, und spielte das Klavier mit Geschmack.“ Sie war an der Mesmerismus-Therapie von Eberhard Gmelin interessiert und Mitglied im Bund für Rechtschaffenheit, einer freimaurerähnlichen Vereinigung für beide Geschlechter, die Prinz Louis von Hessen-Darmstadt gegründet hatte. Sie hatten eine Tochter, Charlotte Sophie (1765–1827), die den bayerischen Kämmerer und Abkömmling der Heinsheimer Grundherrenfamilie Racknitz, Karl von Racknitz (1756–1819), heiratete. Wacks’ zweite Ehe ging in die Brüche. Als er 1803 nach Heinsheim verzog, blieb seine Frau in Heilbronn, wo sie 1805 verstarb und ohne Erwähnung ihres Gatten in das Totenbuch eingetragen wurde.

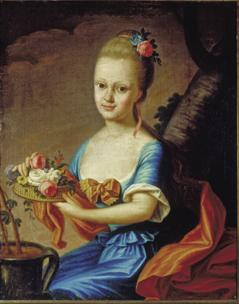
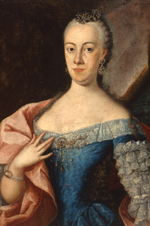